# Кадетський гай
Каде́тський гай (також Каде́тська роща) — історична місцевість, через яку протікає струмок з такою ж назвою (права притока Либеді, нині у колекторі). Простягався між Шулявкою, Солом'янкою і Чоколівкою, захоплюючи частину сучасного Проспекту Повітряних Сил і Першотравневого житлового масиву.

## Історія
Відомий з 1720-х років як Шулявський гай. Тут розташовувалася літня резиденція Київських митрополитів, сам гай був місцем весняних рекреацій студентів Києво-Могилянської академії. Після переходу цих земель у 1847 році з власності Софійського монастиря у казенне володіння та початку побудови Володимирського кадетського корпусу (Повітрофлотський проспект, 6) гай був оновлений, розширений і після 1857 року набув назву Кадетський.
Більшу частину гаю вирубано під час громадянської війни у 1918–1921 роках, згодом забудовано (у 1950–60-ті роки). Решта — лісопарк між Уманською вулицею і залізницею (парк «Супутник»).
Назву «Кадетський Гай» 1994 року набула нова вулиця в новому житловому масиві Турецьке містечко, розташованому досить далеко від місцевості Кадетський гай.